# 테런스 영
테런스 영(영어: Terence Young, 1915년 4월 1일 ~ 1994년 9월 7일)은 상하이 태생의 영국 영화 감독이다. 숀 코너리가 주연한 초창기의 제임스 본드 영화 시리즈 《살인번호》(1962), 《위기일발》(1963), 《썬더볼 작전》(1965) 등을 연출하였다. 이외에는 《어두워질 때까지》(1967), 《레드 선》(1971), 《오, 인천》(1981) 등의 작품이 알려져 있다.

## 작품 목록
- 007 살인번호 (1962)
- 007 위기일발 (1963)
- 007 썬더볼 작전 (1965)
- 어두워질 때까지 (1967)
- 비우 (1968)
- 배신자 (1970)
- 레드 선 (1971)
- 살인 영장 (1972)
- 혈선 (1979)
- 오! 인천 (1981)
- 두 얼굴의 스파이 (1983)
- 비극의 마라톤 (1988)